# Morelos, Tlahualilo
Morelos är en ort i Mexiko.   Den ligger i kommunen Tlahualilo och delstaten Durango, i den centrala delen av landet, 900 km nordväst om huvudstaden Mexico City. Morelos ligger 1 159 meter över havet och antalet invånare är 422.
Terrängen runt Morelos är platt. Runt Morelos är det mycket glesbefolkat, med 4 invånare per kvadratkilometer. Morelos är det största samhället i trakten. Omgivningarna runt Morelos är i huvudsak ett öppet busklandskap.